# Miguel Tiu Imul
Miguel Tiu Imul (ur. 5 września 1941 w La Montaña, departament Quiché, zm. 31 października 1991 w Parraxtut, departament Quiché) – gwatemalski męczennik, ofiara wojny domowej w Gwatemali, błogosławiony Kościoła katolickiego.

## Życiorys
Urodził się w 1941 roku w La Montaña. Pełnił funkcję dyrektora miejscowej Akcji Katolickiej i katechety. Żył w związku małżeńskim. 31 października 1991 roku w Parraxtut w wieku 50 lat został aresztowany i zamordowany przez Szwadrony śmierci. 23 stycznia 2020 papież Franciszek podpisał dekret o męczeństwie jego i 9 towarzyszy, co otworzyło drogę do ich beatyfikacji, która odbyła się 23 kwietnia 2021 roku.